# 古屯駅
古屯駅（ことんえき）は、かつて樺太敷香郡敷香町に存在した鉄道省樺太東線の駅である。
北緯50度線（当時の日ソ国境線）の南17kmに位置し、かつて日本最北端の駅であった。

## 歴史
- 1943年：樺太セメント工業石灰山軌道が開業。西山駅とともに開業。
- 1944年8月15日：国有鉄道の気屯駅 - 当駅間(10.6km)延伸開業。
- 1945年：8月11日からソ連軍が侵攻し、15日にかけて駅周辺で日ソ両軍で激戦が繰り広げられる。その後ソ連軍は南樺太へ侵攻、占領し、駅も含め全線が接収される。
- 1946年2月1日：日本の国有鉄道の駅としては、書類上廃止。
- 1946年4月1日：ソ連国鉄に編入。ロシア語名「ポベージノ サハリンスコエ」。
- 2016年：ポベージノ - ペルヴォマイスコエ線が廃止。

## 駅名の由来
当駅の所在する地名からであり、地名はニブフ語の「コトン」（「街」の意味）による。

## 運行状況
- 旅客列車の運行は行なわれていたが、軍用鉄道であり時刻表に掲載されなかった。

## 駅周辺
- 幌見峠

## 隣の駅
コルサコフーノグリキ線
気屯駅 - 古屯駅ーユジノハンダサ駅
ポベージノーペルヴォマイスコエ線（廃止）
古屯駅 - 雁門駅